# ソナーテクニシャン

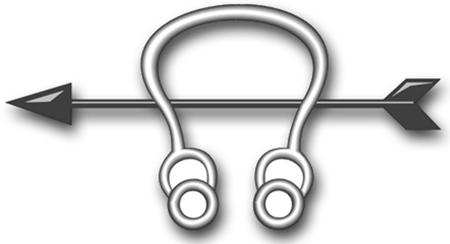
アメリカ海軍が使用しているソナーテクニシャンのマーク

ソナーテクニシャン（英語:Sonar technician、略:ST ）は、ソナーを操作する海軍軍人のことである。日本ではソナーマンと呼ばれることが多いがアメリカ海軍でソナーマンと呼ばれたのは1943年から1964年までの期間で現在はソナーテクニシャンと呼ばれている。
ソナーテクニシャンはソナーを使用して水中監視を担当する。それは安全な航海を支援して、捜索、救助、攻撃操作を支援して水中の潜水艦を追跡して敵味方識別や攻撃の為に射撃統制（対潜水艦戦管制局）のオペレーター（ASWCS）に情報を送っている。
ソナーテクニシャンには水上艦で勤務するSTG (sonar technician geographic)と潜水艦で勤務するSTS (sonar technician submarine)のカテゴリーがある。

## 歴史
1942年設立
- SoM-サウンドマン
- SoMH-サウンドマン（港湾防衛）

1943-1964
- SO-ソナーマン
  - SOG-ソナーマン（ソナー）
  - SOH-ソナーマン（港湾防衛）

1964年–現在
- ST-ソーナーテクニシャン
  - STG-ソーナーテクニシャン（水上艦）
  - STS-ソーナーテクニシャン（潜水艦）

## ソーナーテクニシャン（水上艦）（STG）
水上艦隊でのデータの操作、制御、評価、および解釈、水上ソナー、曳航アレイ、およびその他の海洋システムの捜査を行う。
対潜水艦戦のを行うために水上艦の水中射撃統制システムの運用、水中通信、魚雷対策機器、航行用の深度ファインダーの運用、バチサーモグラフデータの収集と配布、最適なパフォーマンスの計算。表面ソナーおよび関連機器の組織的および中間的なメンテナンスを実行すアメリカ海軍の軍艦に乗って武器部に所属する。

## ソナーテクニシャンサブマリン（STS）
潜水艦のソナー員は、潜水艦ソナー、海洋機器、潜水艦補助ソナーを操作（データの制御、評価、解釈）する。潜水艦ソナーと水中インターフェースを調整して、潜水艦および関連機器の組織的および中間的なメンテナンスを実行する。バトルステーションでは、ソナー員がターゲットを追跡し、方位情報を射撃統制に渡して速度、射程、進路を調整。その結果、魚雷を発射して目的のターゲットに誘導するために使用される発射ソリューションが得られる。
潜水艦で使用されるソナーの大部分は受動式で、これは、アクティブソナーが艦の位置を暴露するため。アクティブソナーは主に氷の下を航海する時に使用される。